# Jungshovedgaard
Jungshovedgaard er en gammel gård, som nævnes første gang i 1364 og er nu en avlsgård under Nysø Gods. Gården ligger i Jungshoved Sogn i Vordingborg Kommune.
Jungshovedgaard er på 166 hektar

## Ejere af Jungshovedgaard
- (1364-1665) Kronen
- (1665-1671) Christoffer Parsberg
- (1671-1708) Prins Jørgen
- (1708-1714) Dronning Anne af England
- (1714-1761) Kronen
- (1761-1785) Henrik Adam Brockenhuus
- (1785-1795) Niels Lunde Reiersen
- (1795-1801) Peter Thestrup
- (1801-1826) Holger Stampe
- (1826-1876) Henrik Stampe
- (1876-1892) Rigmor Stampe Bendix / Henrik Stampe
- (1892-1904) Holger Christian Frederik Stampe-Charisius
- (1904-1925) Henrik Stampe
- (1925-1934) Slægten Stampe
- (1934-1960) Birgitte Caroline Marouche Henriksdatter Stampe gift Holst
- (1960-) Peter Stampe Holst